# Vilafranca (pel·lícula)
Vilafranca és un telefilm dirigit per Lluís Maria Güell, adaptació de l'obra de teatre de Jordi Casanovas, produïda per Televisió de Catalunya i Diagonal TV amb el suport del Departament de Cultura de la Generalitat de Catalunya. Es va gravar originalment en català i es va estrenar a TV3 el 27 d'agost de 2018. Fou nominada al Gaudí a la millor pel·lícula per a televisió.

## Sinopsi
El 30 d'agost de 1999 l'Aurèlia i la Cristina conviden tota la família perquè es reuneixi per a celebrar la Festa Major de Sant Fèlix, a Vilafranca del Penedès, al voltant del pare, el Pere que sofreix la malaltia d'Alzheimer. Per primer cop no ha sabut recordar el nom de la seva filla gran i li han desaparegut la majoria dels records.
La progressiva desaparició de la seva figura i el seu lideratge treu a col·lació tots els rancors, secrets i frustracions de cada membre de la família al voltant de l'herència d'unes vinyes que s'han revalorat.

## Repartiment
- Joan Pera	...	Pere
- Lluïsa Castell	...	Cristina
- Carme Sansa	...	Aurèlia
- David Bagés	...	Josep
- Anna Ycobalzeta	...	Carmen
- Alícia Pérez	...	Pilar
- David Vert	...	Albert
- Manuel Veiga	...	Santi
- Georgina Latre	...	Joana / Cristina jove
- Laia Manzanares	...	Eva

## Producció
La pel·lícula fou rodada a una casa a Caldes d'Estrac. A Vilafranca es va rodar la façana de la casa, on hi ha una mica d'ambient de Festa Major, i a Moja, que és on realment passa el tema de l'herència.